# Casa-Museo Victorio Macho
El Museo de Victorio Macho se sitúa en el promontorio de la “Roca Tarpeya”, un enclavamiento abrupto sobre el río Tajo, en Toledo (España), que el artista escogió para edificar en 1953 su casa y taller, diseñados por el arquitecto Secundino Zuazo.
La colección del museo está compuesta por 91 esculturas y 48 dibujos, que exhiben la trayectoria artística del artista. Las obras están comprendidas entre 1903 y 1965, siendo la mayoría de ellas provenientes de la cesión del propio artista. Entre todas las piezas expuestas destacan la escultura yaciente “Mi hermano Marcelo”, “La Madre” o el “Torso Gitano”. A su vez, la Real Fundación de Toledo ha expandido la colección con la integración de nuevas obras.

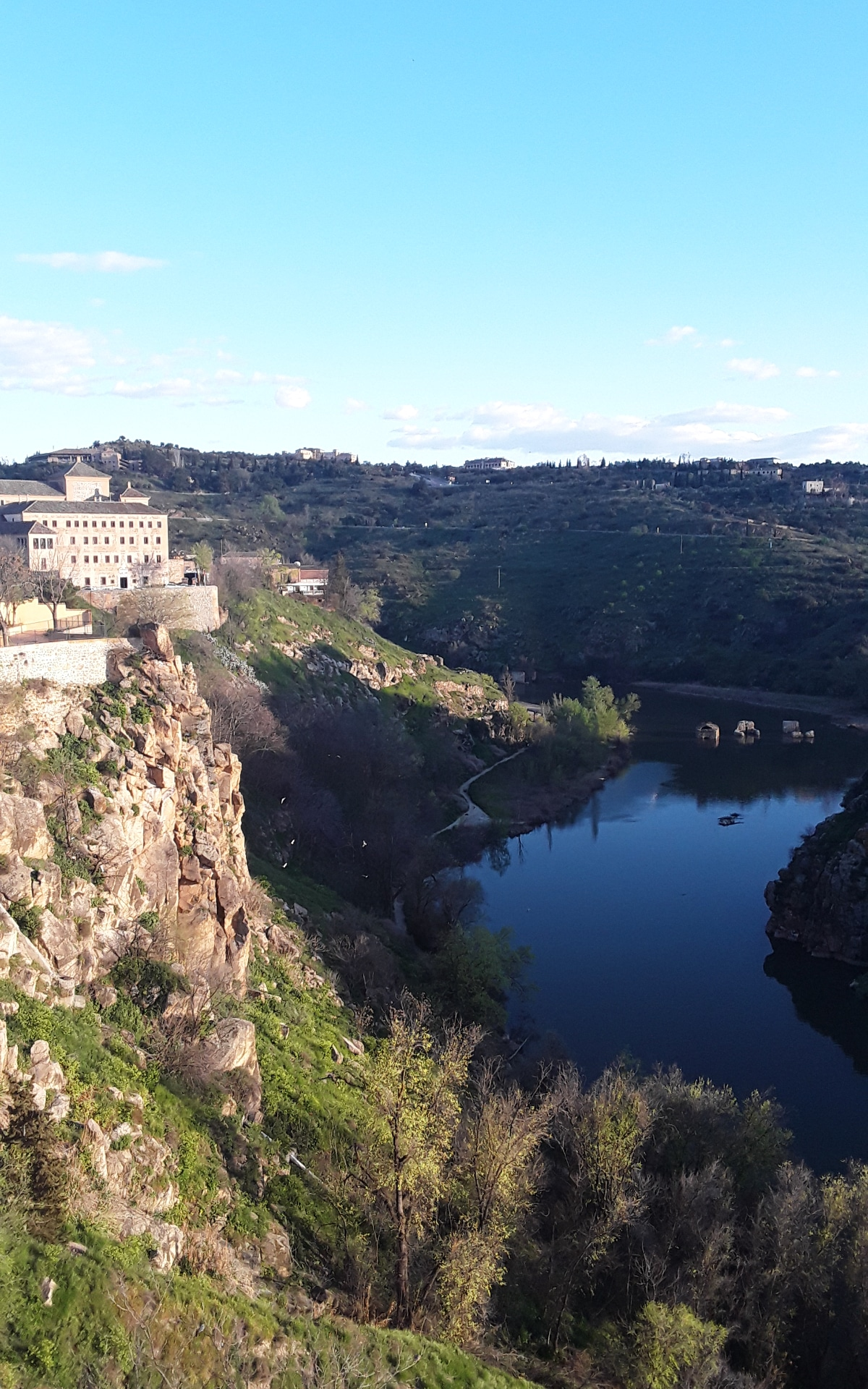
Vistas panorámicas museo Victorio Macho

## Historia
A la muerte del artista Victorio Macho, en la ciudad de Toledo el 13 de julio de 1966, es sabido por su testamento, realizado un mes antes, que es de su satisfacción que su colección artística se mantenga en Toledo, concretamente en el espacio que él mismo diseñó, Roca Tarpeya, siendo expuestas sus obras en un nuevo museo. La colección artística se donó al estado español, y la gestión fue otorgada a la Fundación Victorio Macho, disponiendo de un único patronato que recaía sobre su mujer Zoila Barrós Conti, quien realizaría la función de recomendar una junta consejera formada por un miembro del Ayuntamiento, un miembro de la Academia de San Fernando y cinco de sus amigos.  
El testamento formulado por Victorio Macho preservaba el mantenimiento y disfrute de sus obras, si bien costó que la administración contrajera sus obligaciones. De esta forma, el 13 de mayo de 1976 se abre de cara al público el Museo, pero que debido a problemas de mantenimiento continuados sufrió su cierre temporal en el año 1984. No fueron suficientes las quejas y peticiones realizadas por Zoila, ni la aprobación del Ministerio de Educación y Cultura en 1973, ya que el Museo se envolvió aquellos años en un profundo abandono.
Tras varias solicitudes con la intención de solucionar dicha situación, el resultado fue un fracaso hasta que la Real Fundación se hizo cargo de propiciar una solución al estado de la institución y rescatar la colección del artista, recuperando su obra como un producto de cultura y sabiduría del que disfrutar que se encontraba silenciado bastante tiempo y en un auténtico riesgo de prolapso.
En 1998, la colección de Victorio Macho será gestionada por la Real Fundación de Toledo después de la fusión de las dos Fundaciones. El proyecto trata de conservar y difundir la figura del artista y su obra artística, en cumplimiento de su legado testamentario al Estado Español.

### Remodelación
La primera acción que se realiza es un inventario de la colección y una restauración de las piezas que necesitaran una actuación debido al estado de abandono que habían recibido, siendo en algunas piezas de extrema urgencia. A su vez, se dio paso a la restauración de todo el conjunto arquitectónico, realizado por el arquitecto Manuel de las Casas, que primó a la Roca Tarpeya de una nueva vida respetando las acomodaciones necesarias para nuevos usos y elaborando espacios para actividades culturales.
El Tallerón, taller de Victorio Macho, fue convertido en su primera planta en la recepción del museo, y en la planta superior se alberga la sala de exposiciones. Fue elaborado un salón de actos, que se originó bajo el jardín de entrada. La casa taller fue adaptada para disponer de las oficinas de la Fundación en el nivel inferior y en el nivel superior, la sala de juntas, biblioteca y sala auxiliar. La obra de Victorio Macho fue colocada en el jardín y en los dos espacios destinados al museo. Además, pasó a tener un discurso expositivo del que no disponía. El jardín mantuvo los árboles que tenía el artista en vida, una higuera, una parra y un granado. Fue recuperado un espacio para el tránsito de visitantes que, a su vez, goza de unas vistas magníficas.
El nuevo proyecto de las Fundaciones proporcionó a la memoria y colección del artista, un novedoso emplazamiento arquitectónico que dotaban de una calidad y respeto que habían sido olvidados.
Fue redactado un moderno programa museístico, desvinculándose de la exagerada teatralidad concedida por el artista en sus principales esculturas, “La Madre” y “Mi hermano Marcelo”. La escultura de “La Madre” acogía todo el espacio central y “Mi hermano Marcelo” otorgaba un carácter fúnebre a la cripta. El nuevo programa, sin alejarse de la idea del artista, otorga una perspectiva completa del recorrido artístico de Victorio Macho.

### Apertura
El Museo abrió de nuevo sus puertas al público el 2 de julio de 1999. Los Reyes de España, Juan Carlos y Sofía inaugurarían el museo el 26 de octubre de ese mismo año con la presentación de la exposición inaugural de Obras Maestras del Museo de Santa Cruz.

## Edificio
El museo casa-taller se dispone en cuatro espacios bien diferenciados: Museo, Cripta, Jardín y sala de Actos. Asimismo, en la remodelada casa-taller se invita a la facilitación de salas de exposiciones temporales, actos culturales, reuniones de trabajo o cursos y conferencias como el Centro de Documentación, destinado a la temática toledana y representación de un conjunto audiovisual acerca de la ciudad toledana y su historia. 

### Museo
Se aloja en un edificio de dimensiones pequeñas, que comienza con la exposición de tres autorretratos de Victorio Macho y la escultura de “La Piedad”. Acto seguido, continúa una galería de retratos esculpidos, donde destacan sus conocidos Miguel de Unamuno, Ramón y Cajal, Gregorio Marañón y Menéndez Pidal entre otros, que fueron donados por sus familiares. El recorrido finaliza con la escultura sedente “La Madre”, que genera un impactante vigor expositivo
El final del museo expone tres bustos, “el Marinero Vasco”, “la Niña Vasca” y Aurelio Arteta, junto a una destacable escultura “la Pasionaria”, que ratifica la destreza y cualidad artística del escultor. También son expuestos varios bocetos de monumentos destinados a España y países del territorio americano, como es el realizado a Pérez Galdós o la pieza ecuestre de Belalcázar, realizada en yeso, cuyo original se encuentra en Popayán, Colombia. El recorrido lo finaliza la escultura el “Torso Gitano” con unos previos dibujos y retratos de ámbito regional.
El museo dispone de 3 ámbitos que estructura el recorrido y disposición de las obras. 

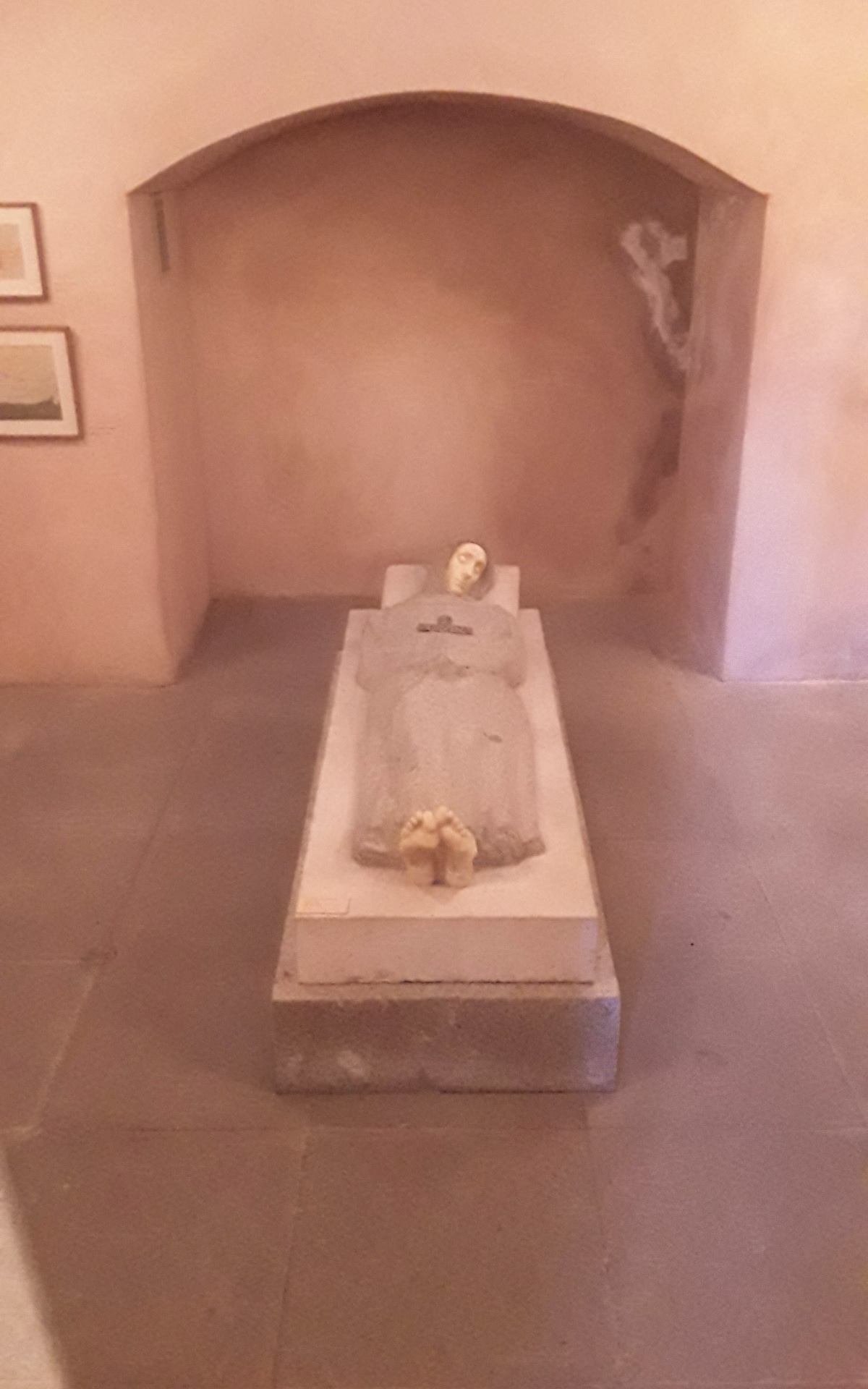
Cripta del museo con escultura yaciente "Mi hermano Marcelo"

### Cripta
Ocupa la zona subterránea de la casa, y se dispone en dos salas, en el espacio interior, es donde se aloja la escultura que le otorgó más popularidad, “Mi hermano Marcelo”. En este espacio interior se conservan dos bocetos previos de la estatua y otros dibujos familiares, siendo destacables los relieves del monumento a Grau y la pieza realizada en Terracota del Cristo del Otero. En la sala anterior, sala inicial de la cripta, expone el Cristo de los Corrales de Buelna, junto a prototipos de esculturas, como son el Sepulcro de los Bolívares, o los monumentos a Benavente, situado en el Retiro, y a Berruguete, situado en Palencia.

### Jardín

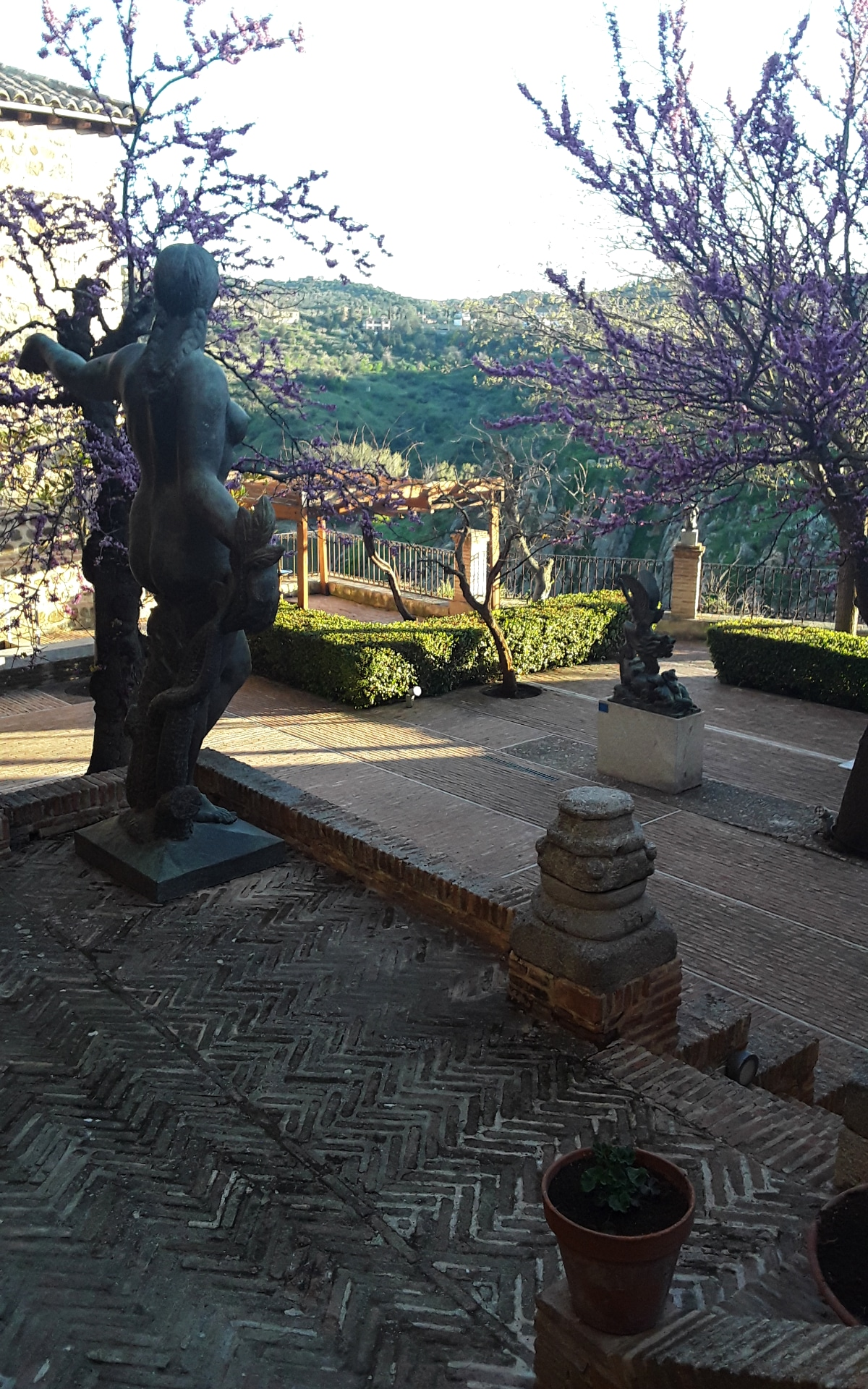
Jardín de la casa-taller con escultura de "Eva de América"

La exposición del jardín se formula de la misma forma que el artista la disponía en vida, y que refleja una visión típica de la Roca Tarpeya. Han sido añadidas más esculturas para favorecer el recorrido museístico. En la exposición aireada despuntan la gran escultura de la “Eva de América”, “La máscara y la cariátide”, cabezas realizadas en bronce del monumento de Hostos, que se sitúan sobre la barandilla de la terraza. Se concluye la exposición con la “Cabeza heroica” del Monumento de Grau y un relieve, realizado en piedra caliza, con una cabeza masculina, procedente de la Fons Vitae del monumento a Ramón y Cajal en el parque del Retiro, entre otras.